# Urena australiensis
Urena australiensis är en malvaväxtart som beskrevs av P.A. Fryxell och L.A. Craven. Urena australiensis ingår i släktet Urena och familjen malvaväxter. Inga underarter finns listade i Catalogue of Life.